# Odeceixe
Odeceixe es una freguesia portuguesa del municipio de Aljezur. Ocupa un área de 42,06 km² y cuenta con 927 habitantes (2001); su densidad, por tanto, es de 22 hab/km². Fue elevada a villa el 12 de julio de 2001.
- Datos: Q1597626
- Multimedia: Odeceixe / Q1597626

1. ↑  Worldpostalcodes.org,código postal n.º 8670.